# Taffy (serie)
Taffy es una serie animada de televisión francesa. La serie es una coproducción en Adobe Animate entre Cyber Group Studios y Turner Broadcasting System Europe, con la participación de France Télévisions para la primera temporada. La serie se emite en Boomerang a lo largo de toda Europa y en Latinoamérica. Actualmente, la primera temporada se encuentra disponible en la plataforma HBO Max desde 2021.
En septiembre de 2019, se anunció que la serie estaba siendo renovada para una segunda temporada.

## Trama
La serie sigue a un mapache gris, Scraggs, quien es adoptado por la señora Muchmore tras pensar que es un gato llamado Taffy. Su mascota principal, un dóberman azul llamado Bentley, está determinado a revelar el secreto de Taffy a la señora Muchmore.
Otros personajes incluyen a Forsythe y la nieta de la Señora Muchmore, Addie, los amigos de Taffy; Mish y Mash. Otros personajes secundarios son personajes como las amigas de la Señora Muchmore (tres ancianas también ricas), el Señor Fuffermin, líder del club; y un nuevo personaje femenino, una mapache llamada Roxy quien también pretende ser la gata de una de las amigas de la Señora Muchmore, la señora Highcost. Roxy parece ser el interés amoroso de Taffy, aunque no está del todo interesada en él porque no cree que sea un mapache verdadero, ya que se ha puesto tan cómodo con su nuevo modo de vida que no puede volver a la vida del basurero.

## Producción
En julio de 2017, France Televisions se asoció con Turner para hacer una serie de slapstick inspirada en Tom y Jerry, la cual se estrenaría en el otoño de 2018 con un total de 78 episodios. En septiembre de 2019, se renovó para una segunda temporada que contiene 78 episodios (con segmentos de 7 minutos), dispuestos para estrenarse en 2020 en los múltiples canales de Boomerang.

## Episodios

### Temporadas
| Temporadas | Temporadas | Episodios | Episodios | Emisión original        | Emisión original        |
| Temporadas | Temporadas | Episodios | Episodios | Primera emisión         | Última emisión          |
| ---------- | ---------- | --------- | --------- | ----------------------- | ----------------------- |
|            | 1          | 78        | 78        | 17 de diciembre de 2018 | 14 de noviembre de 2019 |
|            | 2          | 78        | 78        | 1 de enero de 2022      | —                       |

## Transmisión
La serie se estrenó en Boomerang África el 17 de diciembre de 2018, y después en los múltiples canales de Boomerang alrededor del mundo en 2019, particularmente en el Reino Unido, donde se empezó a transmitir el programa el 7 de enero de 2019, y en el Mundo Árabe, donde se entrenó en mayo de 2019 en Boomerang EMEA, y también en España, donde se estrenó el 1 de febrero de 2020 en Boing.